# Albany, Texas
Albany este un oraș în comitatul Shackelford, Texas, Statele Unite ale Americii. Populația orașului era de 2.034 locuitori potrivit recensământului din 2010. Este reședința comitatului Shackelford.

## Istorie
Înființat în 1873, Albany a fost numit de către funcționarul William Cruger după localitatea de unde provenea: Albany, Georgia.

## Geografie
Albany se află la nord-est de Abilene, sediul comitatului Taylor.
Potrivit United States Census Bureau, orașul are o suprafață totală de 1,5 km pătrați (3.8 km2), formată în întregime din uscat.